# Liolaemus montanezi
Liolaemus montanezi — вид ігуаноподібних ящірок родини Liolaemidae. Ендемік Аргентини.

## Поширення і екологія
Liolaemus montanezi відомі з типової місцевості, розташованої в районі Національного парку Сан-Гільєрмо в провінції Сан-Хуан, на висоті 2288 м над рівнем моря. Вони живуть в кам'янистій місцевості, місцями порослій чагарниками.